# Ermita del Beato Francisco Pinazo
La ermita del Beato Francisco Pinazo es un pequeño templo situado en la población de El Chopo, en el municipio de Alpuente. Es Bien de Relevancia Local con identificador número 46.10.036-017.

## Historia
Francisco Pinazo, franciscano, nació en El Chopo el 24 de agosto de 1802. Tras estar en conventos de Chelva, Valencia y Gandía, viajó varias veces a Tierra Santa, siendo martirizado en Damasco el 9 de julio de 1860. Fue beatificado por Pío XI en 1926.

## Descripción

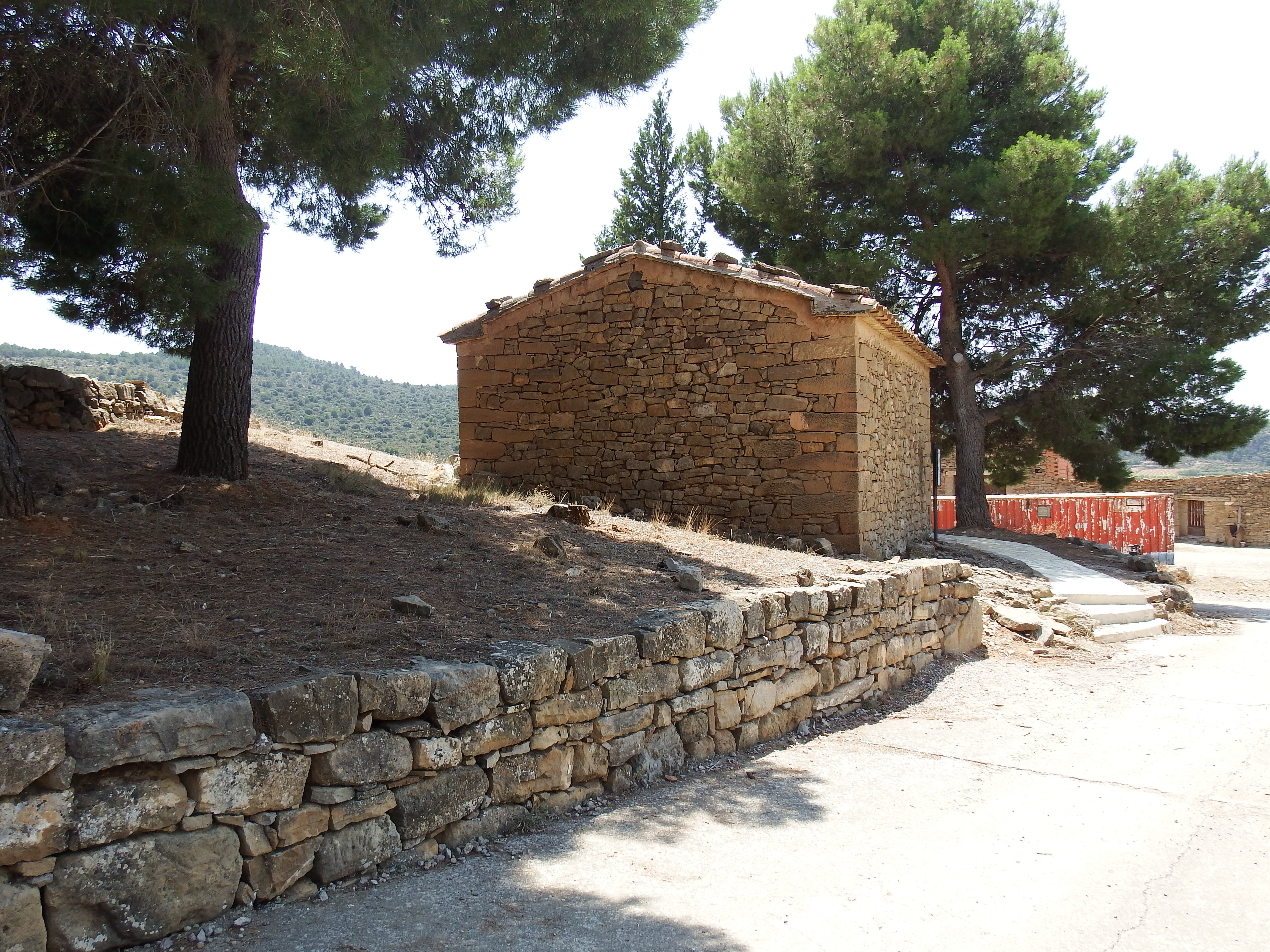
Vista desde el norte

La aldea de El Chopo se encuentra a unos 3 km al noreste de Alpuente. La ermita se encuentra en una pequeña elevación a la entrada del poblado.
El modesto edificio de muy pequeñas proporciones, está construido en mampostería. Presenta una fachada con frontón triangular rematado con espadaña, a inicios del siglo XXI sin campana. La cubierta es con tejado a dos aguas.
La puerta es rectangular, adintelada y toscamente emplanchada. 
El interior es de planta prácticamente cuadrada, con el piso de hormigón y el techo de barraca sustentado por una viga maestra. El altar de obra está elevado por una grada y entre dos pequeñas columnas se abre el nicho para la imagen del titular, que se encuentra vacío ya que aquella fue trasladada a la iglesia parroquial. En las paredes quedan algunas oleografías.